# Jaume Bertran
Jaume Bertran, Mallorca?, s. XV, cartògraf del qual es conserven tres cartes portolanes, la primera signada, juntament amb Berenguer Ripoll, a Barcelona el 1456, al Museu Marítim de Greenwich, i les altres dues signades a Mallorca, el 1482, Arxiu d'Estat de Florència, i el 1489, a la Biblioteca Marucelliana de Florència.
Segueix les convencions cartogràfiques i decoratives de la cartografia mallorquina i la llengua dels seus mapes és el català. La de Barcelona és l'única carta medieval conservada realitzada a aquesta ciutat.
Al nord de l'illa de Mallorca una muntanya submergida porta el seu nom.